# Jonah Hauer-King
Jonah Andre Hauer-King (Westminster, 30 maggio 1995) è un attore britannico naturalizzato statunitense.

## Biografia
Hauer-King è nato a Westminster, vicino a Londra, da una famiglia ebraica. Ha iniziato la sua carriera al Lyric Belfast, nello spettacolo Punk Rock di Simon Stephen. Dopo aver frequentato l'Eton College, successivamente si è iscritto al St John's College e si è laureato in teologia e studi religiosi , continuando a recitare in ruoli sia sul palco che sullo schermo.
Il suo primo lungometraggio lo ha visto in un ruolo da protagonista, in The Last Photograph di Danny Huston. Ha interpretato Laurie nella miniserie televisiva della BBC Piccole donne (2017) e ha recitato nel ruolo di Andrius Aras in Ashes in the Snow (2018), di David in Postcards from London (2018) e nel ruolo di Lucas nel film Un viaggio a quattro zampe (2019). Ha interpretato Harry Chase in World on Fire (2019). Il 12 novembre 2019 è stato annunciato che Hauer-King avrebbe interpretato il principe Eric nel remake live-action de La sirenetta, diretto da Rob Marshall, girato nel 2021.

## Filmografia

### Cinema
- The Last Photograph, regia di Danny Huston (2017)
- Postcards from London, regia di Steve McLean (2018)
- Ashes in the Snow, regia di Marius A. Markevicius (2018)
- Old Boys, regia di Toby MacDonald (2018)
- Un viaggio a quattro zampe (A Dog's Way Home), regia di Charles Martin Smith (2019)
- The Song of Names - La musica della memoria (The Song of Names), regia di François Girard (2019)
- This Is The Night, regia di James DeMonaco (2021)
- La sirenetta (The Little Mermaid), regia di Rob Marshall (2023)
- Guglielmo Tell, regia di Nick Hamm (2024)
- A Beautiful Imperfection, regia di Michiel van Erp (2024)
- Rich Flu, regia di Galder Gaztelu-Urrutia (2024)
- The Threesome, regia di Chad Hartigan (2025)
- So cosa hai fatto (I Know What You Did Last Summer), regia di Jennifer Kaytin Robinson (2025)

### Televisione
- Casa Howard (Howards End), regia di Hettie Macdonald – miniserie TV, 2 puntate (2017)
- Piccole donne (Little Women), regia di Vanessa Caswill – miniserie TV, 3 puntate (2017)
- World on Fire – serie TV, 13 episodi (2019-2023)
- Agatha e la maledizione di Ishtar (Agatha and the Curse of Ishtar), regia di Sam Yates – film TV (2019)
- Un letto per due, regia di Peter Cattaneo e Chloe Wicks – miniserie TV, 6 puntate (2022)
- Il tatuatore di Auschwitz (The Tattooist of Auschwitz), regia di Tali Shalom Ezer – miniserie TV, 6 episodi (2024)
- Doctor Who - serie TV, 3 episodi (2025)

### Cortometraggi
- The Maiden (2014)
- Blue (2014)
- Holding on for a Good Time (2015)
- Regardez (2016)

## Doppiatori italiani
Nelle versioni in italiano delle opere in cui ha recitato, Jonah Hauer-King è stato doppiato da:
- Manuel Meli in Piccole donne, Il tatuatore di Auschwitz, Guglielmo Tell
- Federico Campaiola ne La sirenetta (dialoghi), Doctor Who
- Emanuele Ruzza in Casa Howard
- Stefano Crescentini in The Song of Names - La musica della memoria
- Luca Baldini in Un viaggio a quattro zampe
- Renato Novara in Un letto per due
- Simone Iuè ne La sirenetta (canto)
- Flavio Aquilone in So cosa hai fatto (2025)